# Jane the Virgin
Jane the Virgin (en España: Jane the Virgin y en Hispanoamérica: Jane la virgen) es una serie de televisión estadounidense transmitida por The CW. Se estrenó el 13 de octubre de 2014 y se concluyó el 31 de julio de 2019.
La serie es una adaptación de la telenovela venezolana Juana, la virgen creada por Perla Farías. La serie es protagonizada por Gina Rodriguez como Jane Villanueva, una joven latina, trabajadora y religiosa, que queda embarazada después de ser artificialmente inseminada por error. 
Jane the Virgin ha recibido aclamación de los críticos desde su estreno. En los Premios Globo de Oro de 2014, Gina Rodriguez ganó el premio a la mejor actriz de serie de televisión - Comedia o musical, mientras que la serie fue nominada a la mejor serie - Comedia o musical. La serie también recibió el Premio Peabody y fue nombrada programa de TV del año por el American Film Institute.
El 11 de enero de 2015, la serie fue renovada para una segunda temporada. El 11 de marzo de 2016, se anunció que fue renovada para una tercera temporada. El 8 de enero de 2017, The CW renovó la serie para una cuarta temporada programada para estrenarse el 13 de octubre de 2017.
En España la serie es emitida en Movistar+ y en Netflix tanto con doblaje español como con subtítulos.

## Argumento
Situada en Miami, en la serie se detallan los sorprendentes e imprevistos acontecimientos que se producen en la vida de Jane Villanueva, una joven latina de ascendencia venezolana, trabajadora y religiosa. Jane le prometió a su abuela que conservaría su virginidad hasta el matrimonio. Está comprometida con Michael, un detective de la policía de Miami, pero todo se complica cuando una médica la insemina artificialmente por error durante un chequeo. Para empeorar las cosas, el donante biológico es un hombre casado, antiguo playboy, superviviente de cáncer, propietario del hotel donde trabaja Jane.

## Elenco

### Principales
| Interpretado por | Personaje                       | Temporada | Temporada  | Temporada  | Temporada | Temporada |
| Interpretado por | Personaje                       | 1         | 2          | 3          | 4         | 5         |
| ---------------- | ------------------------------- | --------- | ---------- | ---------- | --------- | --------- |
| Gina Rodriguez   | Jane Gloriana Villanueva        | Principal | Principal  | Principal  | Principal | Principal |
| Andrea Navedo    | Xiomara Gloriana Villanueva     | Principal | Principal  | Principal  | Principal | Principal |
| Yael Grobglas    | Petra Solano / Natalia Dvôracek | Principal | Principal  | Principal  | Principal | Principal |
| Yael Grobglas    | Anežka Archuletta               |           | Secundaria | Principal  | Principal | Principal |
| Justin Baldoni   | Rafael Solano                   | Principal | Principal  | Principal  | Principal | Principal |
| Ivonne Coll      | Alba Gloriana Villanueva        | Principal | Principal  | Principal  | Principal | Principal |
| Brett Dier       | Michael Cordero, Jr             | Principal | Principal  | Principal  | Invitado  | Principal |
| Jaime Camil      | Rogelio De la Vega              | Principal | Principal  | Principal  | Principal | Principal |
| Anthony Mendez   | Narrador (voz)                  | Principal | Principal  | Principal  | Principal | Principal |
| Aiden Fernandes  | Mateo Solano Villanueva         | Invitado  | Secundario |            |           |           |
| Joseph Sanders   | Mateo Solano Villanueva         |           |            | Secundario |           |           |
| Elias Janssen    | Mateo Solano Villanueva         |           |            |            | Principal | Principal |

- Gina Rodriguez como Jane Gloriana Villanueva,  una joven religiosa latina de 23 años, luego 24, que queda embarazada después de haber sido inseminada artificialmente por accidente. Tras conocer a Rafael y escuchar su situación, acepta tener el bebé y otorgarle la custodia a él y a su esposa Petra, pero solo si el niño estará seguro con ellos y será amado. Sin embargo, a medida que avanza el embarazo, Rafael y Jane comienzan a tener sentimientos el uno por el otro. La productora ejecutiva Jennie Snyder Urman dijo que Gina Rodriguez fue "literalmente la tercera persona que vino a dar el casting".[8]
- Andrea Navedo como Xiomara Villanueva, la extrovertida madre de Jane. Tuvo a Jane a los dieciséis años, hecho que llevó a Jane a decidir que preferiría conservar su virginidad antes que cometer el mismo error que su madre. Es una maestra de baile, con aspiraciones a ser cantante.
- Justin Baldoni como Rafael Solano, el dueño del Hotel Marbella y padre biológico del bebé de Jane. Tiene 31 años y se desenamoró de su esposa. Mientras la serie avanza, comienza a tener sentimientos por Jane y planea divorciarse de Petra al enterarse de su aventura.
- Yael Grobglas como Petra Solano, la confabuladora esposa de Rafael y miembro de una turbia familia criminal checa quien se casó con Rafael para robarle su dinero, pero con el tiempo se enamoró de él. Es una de los muchos antagonistas de la serie.
- Brett Dier como Michael Cordero, Jr., el ex prometido detective de Jane de 29 años. Sabe de la aventura de Petra y la chantajea para asegurarse de que el matrimonio permanezca intacto así Jane les da el bebé. Le desagrada Rafael debido a la atracción que se tienen con Jane.
- Ivonne Coll como Alba Villanueva, la devota abuela de Jane. Es muy religiosa e incentiva a Jane a guardarse para el matrimonio. A pesar de que raramente habla inglés, lo entiende, ya que su nieta sólo habla inglés. Está en el país ilegalmente, es de Venezuela.
- Jaime Camil como Rogelio de la Vega, el egocéntrico actor de telenovela y padre biológico de Jane. Está actualmente tratando de tener una relación con su hija. Tiene sentimientos por Xiomara.
- Anthony Mendez (voz en off) como el Narrador Latin Lover. Tercera persona omnisciente.[9]

### Secundarios
- Jenna Ortega como Jane Gloriana Villanueva (de pequeña)
- Yara Martinez como Dra. Luisa Alver, la neurótica hermana lesbiana de Rafael. Es alcohólica y se está recuperando, es la doctora que inseminó artificialmente a Jane.
- Carlo Rota como Emilio Solano, el padre de Rafael y Luisa.
- Michael Rady como Lachlan, el rival de Rafael y el ex prometido de Petra.
- Bridget Regan como Rose, una ex abogada, exnovia de Luisa, y madrastra de ésta y Rafael. Defiende a Luisa contra la demanda de malapraxis. Es también la infame Sin Rostro, quien asesina a Emilio.
- Diane Guerrero como Lina, la mejor amiga de Jane y su compañera de trabajo. Sale con el hermano de Michael, Billy.
- Azie Tesfai como Detective Nadine Hansan, compañera y amante de Michael.
- Camille Collard como Frankie, compañera de trabajo y amiga de Jane.
- Brian Dare como Luca, compañero de trabajo y amigo de Jane.
- Tina Casciani como Mellisa, la exesposa de Rogelio, su actual mánager y némesis de Xiomara. Tiene dos hijas gemelas de otro hombre que no es Rogelio y cuya identidad no se revela.
- Vanessa Merrell y Veronica Merrell como Valeria y Victoria, las hijas gemelas de Mellisa y las ex hijastras de Rogelio.
- Issabela Camil como amiga de Alexis, comisionada de la ciudad.
- Ryan Devlin como Billy Cordero, el hermano criminal de Michael.
- Priscilla Barnes como Magda, la madre de Petra. Está confinada a una silla de ruedas (pero solo finge ser parapléjica) y conspira con su hija para robarle a Rafael su hotel y su dinero.
- Adam Rodríguez como Jonathan Chavez, uno de los profesores de Jane.
- Alano Miller como Roman Zazo, el mejor amigo de Rafael y amante de Petra. Se cree que fue asesinado en el hotel, causando tensión para todos, incluyendo a Petra y Rafael. Aaron Zazo, el hermano gemelo de Roman, aparece desde el Chapter Fourteen en adelante para investigar la muerte de su hermano, pero luego es revelado que era Roman; es Aaron quien fue asesinado.
- Aria Rose García como Mateo Gloriano Rogelio Solano Villanueva, el bebé femeniña de Jane y Rafael.
- Dennis Mencia como Mateo Villanueva, el abuelo de Jane, padre de Xiomara y marido de Alba.
- Kate del Castillo como Luciana, exesposa de Rogelio
- Tyler Posey Como Adam
- David Castañeda como Nicholas, asistente de Rogelio.

## Temporadas
| Temporada | Temporada | Episodios | Episodios | Emisión original      | Emisión original    |
| Temporada | Temporada | Episodios | Episodios | Primera emisión       | Última emisión      |
| --------- | --------- | --------- | --------- | --------------------- | ------------------- |
|           | 1         | 22        | 22        | 13 de octubre de 2014 | 11 de mayo de 2015  |
|           | 2         | 22        | 22        | 12 de octubre de 2015 | 16 de mayo de 2016  |
|           | 3         | 20        | 20        | 17 de octubre de 2016 | 22 de mayo de 2017  |
|           | 4         | 17        | 17        | 13 de octubre de 2017 | 20 de abril de 2018 |
|           | 5         | 19        | 19        | 27 de marzo de 2019   | 31 de julio de 2019 |

## Desarrollo y producción

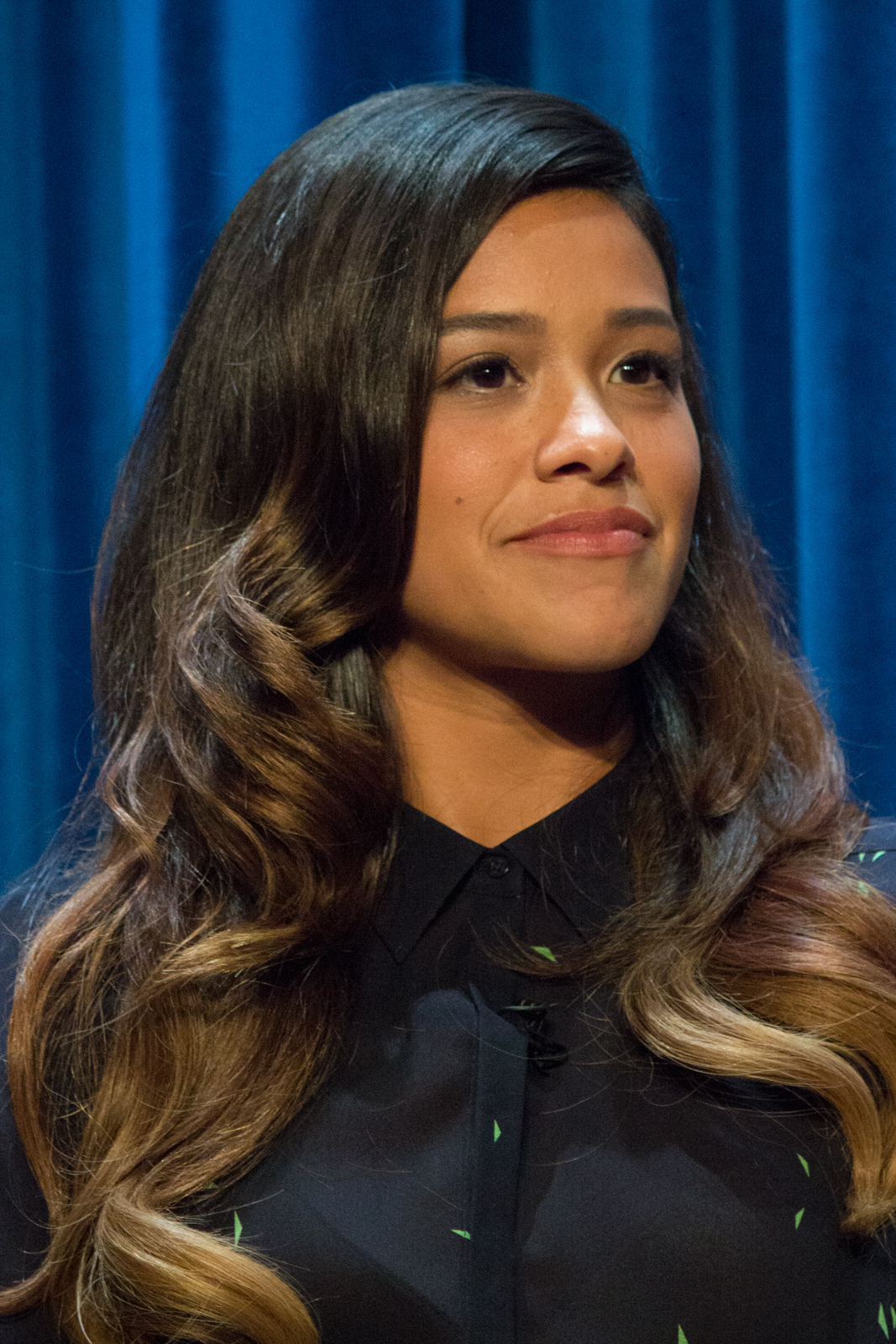
Gina Rodriguez interpeta al personaje principal.

El 27 de junio de 2013, la cadena de televisión estadounidense The CW anunció que estaba planeando lanzar un nuevo espectáculo basado en la telenovela venezolana Juana la virgen. El 23 de febrero de 2014, Entertainment Weekly anunció que Rodríguez interpretará el papel de Jane Villanueva. El 8 de mayo de 2014, durante 2014-2015 Upfront de CW, la serie fue recogido oficialmente. El 18 de julio de 2014, un tráiler extendido fue lanzado por The CW. El 8 de agosto de 2014, se anunció que Bridget Regan y Azie Tesfai se unirían a la serie como Rose, respectivamente, una ex abogada, y el detective Nadine Hansan, un detective de la policía y rival del personaje de Dier. El 10 de agosto de 2014, TVLine anunció que el actor Michael Rady se unirían a la serie como Lachlan. El rodaje de la primera temporada comenzó el 28 de julio de 2014. El programa es grabado en estudios de sonido en Los Ángeles, California y el piloto fue filmado en Huntington Beach, California. El 21 de octubre de 2014, el programa se le dio una orden de temporada completa. El 11 de enero de 2015, la serie fue renovada para una segunda temporada, que saldrá al aire durante la temporada televisiva 2015-16. Su segunda temporada se estrenó el 12 de octubre de 2015. El 11 de marzo de 2016, la serie fue renovada para una tercera temporada, que se estrenó el 17 de octubre de 2016.

## Recepción
| Temporada | Temporada | Sitio web             | Sitio web            |
| Temporada | Temporada | Rotten Tomatoes       | Metacritic           |
| --------- | --------- | --------------------- | -------------------- |
|           | 1         | 100% (49 comentarios) | 80% (23 comentarios) |
|           | 2         | 100% (11 comentarios) | 87% (4 comentarios)  |

Jane the Virgin ha recibido elogios de la crítica y los críticos elogiando su escritura y el rendimiento de Gina Rodriguez. En Rotten Tomatoes da la primera temporada de la serie una calificación "fresca" del 100% basada en 49 comentarios, con un promedio de calificación de 7.7 sobre 10. El estados de consenso del sitio dice, "Jane the Virgin es sumamente dudosa, tiene convertido en parte de su encanto poco probable - junto con deliciosamente diversa escritura y una actuación fabulosa de Gina Rodriguez". En Metacritic, le da una puntuación de 80 sobre 100, basado en 23 revisiones, lo que indica "críticas generalmente favorables".
La segunda temporada también recibió elogios de la crítica. En Metacritic, la temporada tiene un 87 sobre 100, basado en 4 comentarios que indican "aclamación universal". En Rotten Tomatoes le dio una calificación de 100% basado en 11 críticas y un promedio de calificación de 9.7 sobre 10. El consenso del sitio dice: "Jane the Virgin se mantiene fiel a sus over-the-top raíces de telenovela en la segunda temporada, mientras que la estratificación en más humor y la narración cada vez más complejo". Maureen Ryan, de Variety elogió el espectáculo, diciendo que la serie "Se prevé, editado y curada con gran destreza y la economía, y el hecho de que es tan entretenido y accesible no debería impedir que de estar en el centro de las conversaciones sobre el mejor el medio tiene que ofrecer".

### Lista de críticas de la lista de los diez más populares
| | \| 2014[28] \| \| ------------------------------------------------------------------------------------------------------------------------------------------------------------------------------------------------------------------------------------------------------------------------------------------------- \| \| - N.º 3 TV Guide - N.º 3 The Salt Lake Tribune - N.º 6 TV.com - N.º 7 Las Vegas Weekly - N.º 8 Sioux City Journal - N.º 10 Boston Globe - – American Film Institute - – Associated Press - – Chicago Reader - – Huffington Post - – Los Angeles Times - – Philadelphia Daily News - – ScreenCrush \| |
| 2014 | |
| - N.º 3 TV Guide - N.º 3 The Salt Lake Tribune - N.º 6 TV.com - N.º 7 Las Vegas Weekly - N.º 8 Sioux City Journal - N.º 10 Boston Globe - – American Film Institute - – Associated Press - – Chicago Reader - – Huffington Post - – Los Angeles Times - – Philadelphia Daily News - – ScreenCrush | |

| | \| 2015[29] \| \| ------------------------------------------------------------------------------------------------------------------------------------------------------------------------------------ \| \| - N.º 3 Village Voice - N.º 4 Vulture - N.º 4 Slate - N.º 5 The Salt Lake Tribune - N.º 6 Las Vegas Weekly - N.º 7 TV.com - – Boob Tube Dude - – Criticwire - – Variety - – The Week \| |
| 2015 | |
| - N.º 3 Village Voice - N.º 4 Vulture - N.º 4 Slate - N.º 5 The Salt Lake Tribune - N.º 6 Las Vegas Weekly - N.º 7 TV.com - – Boob Tube Dude - – Criticwire - – Variety - – The Week | |

|                                                            | \| 2016[30] \| \| ---------------------------------------------------------- \| \| - N.º 1 Variety - N.º 2 Boob Tube Dude - N.º 8 MTV - – CNN \| |
| 2016                                                       | |
| - N.º 1 Variety - N.º 2 Boob Tube Dude - N.º 8 MTV - – CNN | |

### Premios y nominaciones
La serie ha sido nominada por los People's Choice Awards y los Golden Globe Awards, igualmente honorada por American Film Institute:
| Año  | Premio                       | Categoría                                          | Nominado        | Resultado |
| ---- | ---------------------------- | -------------------------------------------------- | --------------- | --------- |
| 2014 | America Film Institute Award | AFI Television Programa del año                    | Jane the Virgin | Ganadora  |
| 2015 | People's Choice Award        | Nuevo show favorito de comedia                     | Jane the Virgin | Ganadora  |
| 2015 | Golden Globe Award           | Best Television Series – Musical or Comedy         | Jane the Virgin | Nominada  |
| 2015 | Golden Globe Award           | Best Actress – Television Series Musical or Comedy | Gina Rodriguez  | Ganadora  |
| 2015 | Peabody Award                |                                                    | Jane the Virgin | Ganadora  |

## Adaptaciones
| País                      | Nombre         | Canal                        | Año de estreno          | Temporadas | Episodios |
| ------------------------- | -------------- | ---------------------------- | ----------------------- | ---------- | --------- |
| Estados Unidos (en árabe) | Al Anesa Farah | MBC4, Shahid VIP y Dubai One | 29 de diciembre de 2019 | 5          | 110       |

## DVD
| Nombre                    | Lanzamiento | Ep # | Información adicional                                                                                         |
| ------------------------- | ----------- | ---- | --- |
| The Complete First Season | 29/9/2015   | 22   | - Features - Immaculate Creation - 'Behind the Scenes' - Getting to Know the Cast - Gag Reel - Deleted Scenes |